# Осипенко Леонід Гаврилович
Леонід Гаврилович Осипенко (11 травня 1920, Криндачівка, Донецька губернія, Українська РСР — 14 березня 1997, Обнінськ, Російська Федерація) — радянський військовий моряк-підводник, учасник Німецько-радянської війни, командир першого радянського атомного підводного човна К-3 («Ленінський комсомол») . Герой Радянського Союзу (23.07.1959). Контр-адмірал (17.04.1962).

## Біографія
Народився у селі Криндичівка, Луганської області (нині перебуває в межах міста Красний Луч) у родині робітника. Незабаром помер батько, мати переїхала із сином до Краснодара, а потім до родичів у місті Грозний. Закінчив 10 класів середньої школи у Грозному в 1937 році. Вступив до Новочеркаського індустріального інституту, де навчався на маркшейдерському відділенні гірничого факультету.
У серпні 1938 року, після закінчення першого курсу інституту, за путівкою комсомолу, виданою Ростовським міським комітетом ВЛКСМ, був зарахований до ВМФ СРСР і перейшов до Вищого військово-морського училища імені М. В. Фрунзе, яке закінчив у грудні 1941 року.
Учасник Німецько-радянської війни з грудня 1941 року: відразу після закінчення військового училища був направлений дублером командира БЧ-3 на підводний човен Щ-201 Чорноморського флоту, на якому взяв участь у Керченсько-Феодосійській десантній операції. У цій операції підводний човен забезпечував навігаційне забезпечення висадки десанту радянських військ у Феодосію як плавучий маяк; потім виконувала таке ж завдання при висадженні Судацького десанту. З лютого 1942 року командував артилерійсько-бойовою частиною на підводних човнах Щ-203 та Щ-202. На цих кораблях воював до завершення бойових дій на Чорному морі у вересні 1944 року. Виконав 10 бойових походів, брав участь у потопленні 4 транспортів супротивника.
Після війни продовжив службу у підплаві. У 1946 та 1949 роках закінчив Курси удосконалення офіцерського складу підводного плавання ВМФ СРСР. З 1946 року — помічник командира підводного човна Щ-207, з 1949 року — старший помічник командира трофейного підводного човна Н-39 Чорноморського флоту. З січня 1950 року служив на 7-му ВМФ на Тихому океані, де послідовно командував трьома підводними човнами: малим М-11, середнім Щ-120 (базувався на Совєтську Гавань), великим Б-12 (базувався на бухту Крашеніннікова, Камчатка).
У серпні 1955 року призначений командиром першого радянського атомного підводного човна, що будувався, — проекту 627 «Кіт» (заводський № 254). Екіпаж під його керівництвом проходив навчання в закритому містечку Обнінську на базі лабораторії «В» Міністерства внутрішніх справ СРСР та Обнінської атомної електростанції. На початку 1958 року на чолі екіпажу прибув до Сєвероморська, де прийняв корабель від промисловості і з липня по грудень проводив на ньому державні випробування. 12 березня 1959 року кораблю було присвоєно тактичний номер К-3 («Ленінський комсомол») . Ще кілька місяців корабель проходив дослідні випробування, а також провадились усунення виявлених недоліків.
23 липня 1959 року за успішне виконання урядового завдання з прийому до складу ВМФ СРСР першого підводного човна з ядерною енергетичною установкою та виявлені при цьому мужність і відвагу капітану 1-го рангу Осипенку було присвоєно звання Героя Радянського Союзу з врученням ордена Леніна та медалі "(№ 11083). При цьому Осипенко став першим підводником, удостоєним цього звання з моменту закінчення Німецько-радянської війни.
У грудні 1959 року призначений начальником Навчального центру ВМФ з підготовки плавскладу атомного підводного флоту у місті Обнінську Калузької області. Крім безпосереднього керівництва цією єдиною у своєму роді військовою частиною, відповідав за розробку методики підготовки екіпажів АПЧ. Він же розробив систему вдосконалення знань викладацького складу, що включає участь у комісіях із випробувань та приймання дослідних зразків АПЧ, участь не рідше одного разу на три роки в роботі державних комісій із проведення випробувань та приймання підводних човнів від промисловості, проходження стажування на діючому підплаві, роботу у складі комісій центральних органів управління ВМФ із перевірки рівня підготовки з'єднань флотів, щорічні відрядження до конструкторських бюро, і низку інших заходів. У 1976—1979 роках за власною вказівкою Головкому ВМФ СРСР С. Г. Горшкова керував науково-дослідною роботою з аналізу та вироблення пропозицій щодо підвищення ефективності системи навчання, комплектування кадрів та бойової підготовки екіпажів АПЧ.
У серпні 1980 року по досягненні віку 60 років контр-адмірал Л. Г. Осипенко звільнений у відставку.
Помер 14 березня 1997 року. Похований на Кончаловському цвинтарі в Обнінську.

## Нагороди та почесні звання

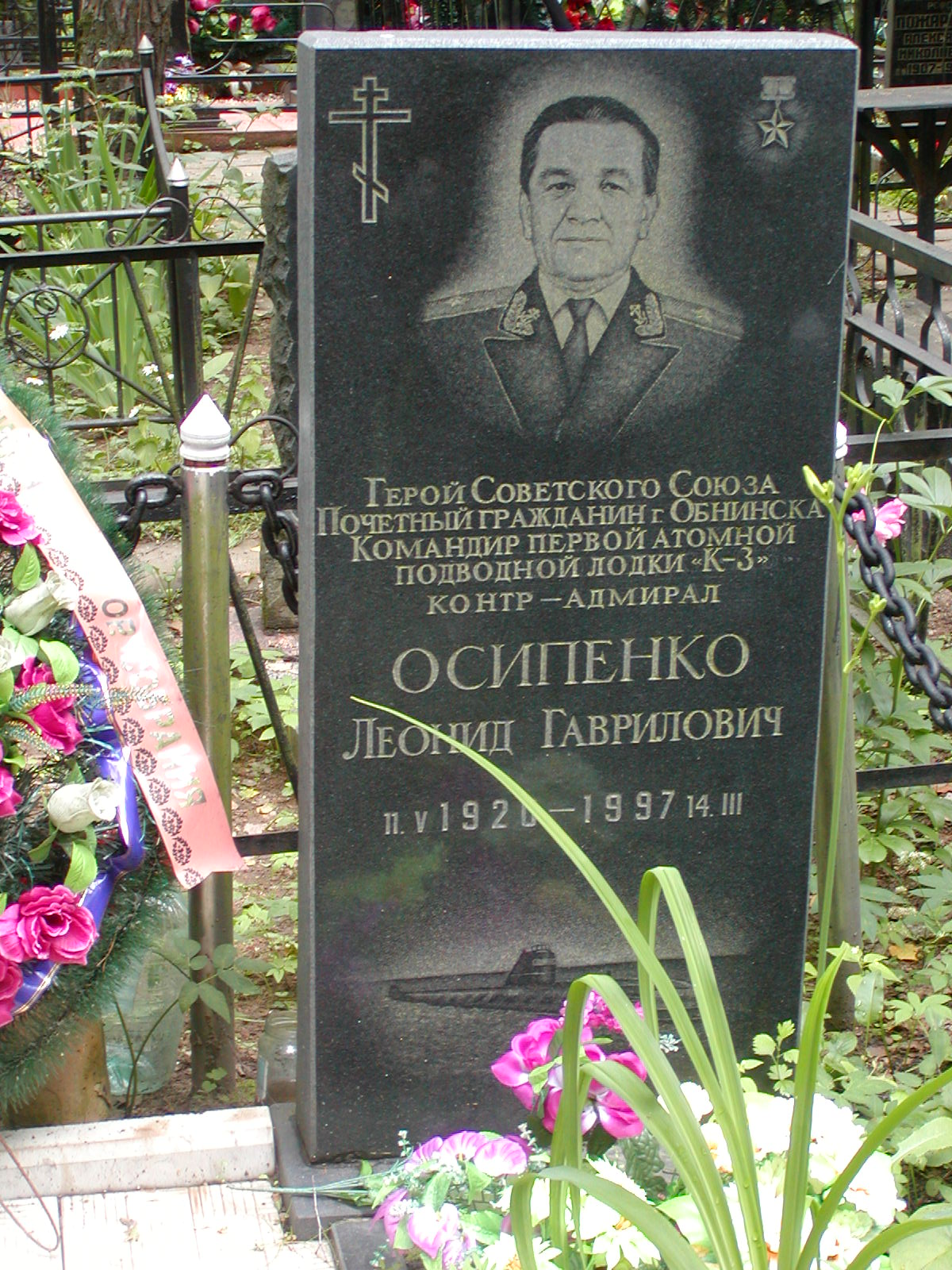
Пам'ятник на Кончаловському цвинтарі в Обнінську

### Державні нагороди
- Медаль «Золота Зірка» Героя Радянського Союзу № 11083 (23.07.1959);
- орден Леніна (23.07.1959);
- два ордени Червоного Прапора (18.05.1944, 1954);
- два ордени Вітчизняної війни 1-го ступеня (26.05.1945, 06.04.1985);
- орден Червоної Зірки (1953)[8];
- орден «За службу Батьківщині у Збройних Силах СРСР» 3-го ступеня;
- медалі, у тому числі:
  - «За бойові заслуги» (20.06.1949)[8];
  - «За оборону Севастополя»;
  - «За оборону Кавказу»;
  - "За Перемогу над Німеччиною у Великій Вітчизняній війні 1941—1945 р.р. «;
  - „Ветеран Збройних Сил СРСР“.

- Лауреат Державної премії СРСР за освоєння нової техніки (1980).
- Почесний громадянин міста Обнінська (1986)[9].

## Увічнення пам'яті
- 510-му навчальному центру ВМФ присвоєно ім'я Л. Г. Осипенка у 1998 році[10] (з 2012 — Навчальний центр імені Героя Радянського Союзу Л. Г. Осипенка ВУНЦ ВМФ Військово-морська академія імені М. М. р. Кузнєцова»)[11].
- Парковий проїзд у місті Обнінську перейменовано на вулицю Адмірала Осипенка[12].
- У місті Обнінську, у сквері біля перетину вулиць Перемоги та Курчатова, встановлено погруддя героя (2005)[13].
- Ім'я Осипенка присвоєно середній загальноосвітній школі № 4 міста Обнінська[14].
- Ім'я Осипенка присвоєно середній загальноосвітній школі № 288 Заозерська.
- У школі № 4 міста Обнінська 6 травня 2011 року встановлено погруддя адмірала.
- У 2014 році ім'ям Осипенка названо банку в Баренцевому морі[15].
- Меморіальна дошка встановлена на Алеї Героїв у місті Хрустальний.

## Твори
- Осипенко Леонід, Жильцов Лев, Мормуль Микола . Атомна підводна епопея. Подвиги, невдачі, катастрофи. — М: Боргес, 1994. — 400 с. — ISBN 5-85690-007-3 .
- Осипенко Л. Г., Жильцов Л. М., Мормуль Н. Г. Перший радянський атомний підводний човен. Історія створення. — Москва: Алгоритм, 2017. — 350 с. — ISBN 978-5-906979-65-0 .
- Осипенко Л. Г. Підводники. Записки командира першого атомного підводного човна. — Волгоград: Комітет з друку та інформації, 1997. — 158 с.
- Осипенко Л. Г. Підводники. Записки командира першого атомного підводного човна. — Калуга: Золота алея, 2002. — 159 с. — ISBN 5-7111-0329-6 .

1. ↑  Первый Герой Советского Союза из моряков подводного флота, которым это звание было присвоено в послевоенное время.
2. ↑  Власюк С., Лурье В. Подводники — Герои Советского Союза. Осипенко Леонид Гаврилович. // Морской сборник. — 2006. — № 5. — С. 86—87.
3. ↑  Щ-201. // Великая Отечественная. Под водой. Архів оригіналу за 22 березня 2017. Процитовано 23 квітня 2022.
4. 1 2 3  Воложинский М. О., Игнатенков П. В. «Открывший новую эпоху подводных плаваний…». К 100-летнему юбилею контр-адмирала Л. Г. Осипенко. // Военно-исторический журнал. — 2020. — № 5. — С. 90—95. (рос.)
5. ↑  Первый командир: сборник статей о Л. Г. Осипенко. / Под ред. Р. С. Свиридова. — Обнинск: Искра Плюс, 2002. (рос.)
6. ↑  Указ Президиума Верховного Совета СССР от 23 июля 1959 года.
7. ↑  Бытует заблуждение, что Осипенко был самым первым послевоенным Героем Советского Союза. Однако до него было много других награждений, например, в 1946 и в 1948 годах этого звания удостоены 450 участников Великой Отечественной войны, в 1950—1953 годах — 22 участника войны в Корее, в 1956 году — 26 участников подавления Венгерского восстания, десятки лётчиков-испытателей и другие. Более подробная статистика опубликована на сайте «Герои страны» [Архівовано 2012-04-10 у Wayback Machine.].
8. 1 2  Награждён в соответствии с указом Президиума Верховного Совета СССР от 04.06.1944 «О награждении орденами и медалями за выслугу лет в Красной Армии» [Архівовано 2017-08-04 у Wayback Machine.].
9. ↑  Решение Обнинского городского собрания № 11-307 от 17 июля 1986 года[недоступне посилання з Ноябрь 2018].
10. ↑  Указ Президента Российской Федерации от 10 января 1998 года № 13 „О присвоении почетного наименования 510 учебному центру Военно-Морского Флота“.
11. ↑  Указ Президента РФ от 10 января 1998 года № 13 (Собрание законодательства РФ от 19 января 1998 года, № 3, ст. 321).
12. ↑  Решение городского собрания города Обнинска.
13. ↑  Победа дождалась Героя // Справочно-новостной сайт Обнинска Obninsk.Name, 11.05.2005 [Архівовано 2014-07-04 у Wayback Machine.].
14. ↑  Официальный сайт средней школы № 4 г. Обнинска [Архівовано 2010-03-28 у Wayback Machine.].
15. ↑  Постановление Правительства Российской Федерации от 4 июня 2014 года № 515 «О присвоении наименований географическим объектам в Баренцевом море» [Архівовано 2015-09-23 у Wayback Machine.].